# Gieshügel (Gerbrunn)
Gieshügel ist ein Gemeindeteil der Gemeinde Gerbrunn im unterfränkischen Landkreis Würzburg in Bayern.

## Geografische Lage
Der Gutshof Gieshügel liegt im äußersten Osten des Gerbrunner Gemeindegebiets. Im Norden, getrennt durch die Bundesstraße 8, beginnt das Gemeindegebiet von Rottendorf. Der Süden wird von der Gemarkung von Theilheim eingenommen. Südwestlich ist dagegen Randersacker zu finden, das vom Gut durch den Wachtelberg und die Gieshügler Höhe getrennt ist. Gerbrunn nimmt den gesamten Westen ein. Hier bildet das Naturdenkmal Roßsteig und der Alte Berg eine natürliche Schranke.
Nachdem das Gut immer wieder mit Wassermangel zu kämpfen hatte, nahm man im 19. Jahrhundert eine umfassende Bohrung vor. Dabei entdeckte man, dass unterhalb von Gieshügel große Ablagerungen von Schiefermergeln mit reichem Gipsgehalt zu finden waren. Diese Bodenzusammensetzung ermöglicht dem Boden kaum Wasser aufzunehmen.

## Geschichte

### Etymologie
Die Bedeutung des Namens Gieshügel ist umstritten. Die älteste Namensform war Gieshübel, wobei die Endung -hübel auf eine Geländeerhebung, also einen Hügel verweist. Das Präfix Gies- entstammt dem alt- und mittelhochdeutschen Wort giezen und kann als begossen oder begießen gedeutet werden. Der Gieshügel bezeichnet den Ort, der durch die Kräfte der Natur oder des Menschen begossen wird. Der Hof ragt aus dem fränkischen Gäuland hervor und wird deshalb häufig von großen Regenmassen überschwemmt.
Weitere Deutungen des Ortsnamens gehen so weit, den Hof als eine Art Gefängnis zu interpretieren. Gieshügel bezeichnete demnach einen Strafturm, der für den entehrenden Strafvollzug genutzt wurde. Hierzu wurde ein hölzerner Kasten über einem Wasserbecken angebracht und mit einer Falltür versehen. Ehebrecherinnen wurden mit Wassersturz bestraft. Eine Sage beschreibt eine große Folterstätte auf dem Gebiet des Gieshügels.

### Bis zum Ausgang des Alten Reiches (bis 1803)
Erstmals erwähnt wurde Gieshügel im Jahr 1108. Damals schenkte der freie Bauer Sigeloch zwei Mansen dem Altar des heiligen Petrus in „Giezzen“ mit dem Vorbehalt der lebenslänglichen Nutzung. Wahrscheinlich war Gieshügel wie das nahe Gerbrunn an die aufsteigenden Grafen zu Castell gekommen. Die Quellenerwähnungen schweigen allerdings lange Zeit über den Hof. Erst 1376 wird in einem Casteller Lehensbuch der „hoff zu dem Gizzubel“ genannt.
1475 vereinbarten Wilhelm Herr zu Limpurg und das Würzburger Domkapitel mit Frau Margarete Truchsessin zu Seinsheim einen Vertrag, der den Schaftrieb „auf dem Gießhübel“ regelte. Im Jahr 1547 verkaufte Hans von Seckendorff seinen Anteil am Hof an Michael Gundlach zu Randersacker, Hans Wynheim zu Maidbronn, Caspar Widmann und das Würzburger Domkapitel. Caspar Widman ist noch 1557 in einem Kaufvertrag „zu Gißübel seßlich“ nachweisbar.
Mit dem Jahr 1560 begannen die Grenzstreitigkeiten über die Markungsgrenzen des Hofs. Der Bergmeister von Randersacker wies am 25. September 1560 die beiden Inhaber Hanns Wichmann und Caspar Widmann darauf hin, dass die Weidenutzung um den Hof neu zu regeln sei und appellierte an das nachbarschaftliche Verhalten. In mehreren Protokollen aus den Jahren 1563 und 1564 sind weitere Streitigkeiten fassbar. 1564 vernahm der Domherr Dietz von Thüngen die Streitenden. Erst 1579 wurde der Streit beigelegt.
Zur Zeit des Fürstbischofs Julius Echter von Mespelbrunn wechselte die eine Hälfte des Hofs wiederum den Besitzer und kam an den Bruder des Bischofs, Dietrich. Zu diesem Zeitpunkt nannte man den Hof auch „Wolferstetten“ oder „Wolmerstetten“. In einer Urkunde aus dem Jahr 1651 wurde der Hof ausführlich beschrieben. Seine Gemarkung erstreckte sich in Richtung des Gerbrbunner Gemeindewaldes, besaß allerdings selbst einige Eichenbestände. Die Größe der Hofanlage führte immer wieder zu Teilungen, so besaßen zeitweise vier Pächter den Hof.
Zuvor, 1646, gerieten die Besitzer der anderen Hofhälfte, die Brüder Clauß und Kilian Merklein, in finanzielle Schwierigkeiten. Sie waren beim Juliusspital, beim Domkapitel und beim Reuererkloster in Würzburg verschuldet. 1649 erhielt deshalb Thomas Jakob Kuhn die Hofhälfte. Nach 1651 tauchte dann dessen Witwe Erna Kuhn in den Urkunden als Besitzerin auf. Im Jahr 1670 erwarb das Würzburger Augustinerkloster den halben Hof. Sie werden noch 1727 wiederum erwähnt.
Nach 1727 tauchte das Augustinerkloster nicht mehr auf. 1745 sind wiederum Streitigkeiten zwischen den Hofbesitzern und dem Domkapitel überliefert. Zwischen 1745 und 1753 übernahm dann auch die Universität Würzburg in den Besitz des Hofes. So ist der „Verkauf eines Viertels des Hofes Gieshügel durch den Hofkammerdirektor Hess an die Universität“ überliefert. Im 18. Jahrhundert wurde die Schafzucht auf dem Hof immer bedeutender, gleichzeitig kam es wieder zu Streit mit der Gemeinde Randersacker.

### Bis heute
Nach der Auflösung des Hochstifts Würzburg im Zuge der Säkularisation wurde Gerbrunn und der Gieshügel Teil des Kurfürstentums, später Königreichs Bayern. Am 20. März 1871 erhielt Gerbrunn ein Dekret, wonach die Verbindungsstraße zwischen den beiden Gemeindeteilen auszubauen sei. Dies führte zu einer Beschwerde der Gemeinde beim Staatsministerium des Inneren. Wahrscheinlich wurde das Dekret allerdings später dennoch umgesetzt.
Im 19. Jahrhundert hatten viele Familien den Hof inne. So wird Christoph Leimig bis 1839 als Pächter vermerkt, dann hatte 18 Jahre lang sein Sohn Valentin Leimig den Gieshügel. Daneben sind die Pächter Zöpperitz, Emil Rehm und G. von Oppel erwähnt. Während der beiden Weltkriege mussten sogenannte „Fremdarbeiter“, Verschleppte zumeist aus Osteuropa, Arbeitsdienst auf dem Gieshügel leisten. So sind zwischen 1914 und 1917 insgesamt 31 Arbeiter nachzuweisen.
Die erste Hälfte des 20. Jahrhunderts war auf Gut Gieshügel durch die Familie Heil geprägt. Sie waren bis zum Jahr 1965 Pächter. Anschließend übernahm die Süddeutsche Zucker AG den Hof und baute das Produktangebot um. Waren früher mehrere Tierzuchten in den Gebäuden untergebracht, beschränkte man den Anbau nun auf Weizensorten. Besitzerin der Hofanlage ist allerdings immer noch die Universität, die hier zeitweise Versuchsanstalten für Bienen und Tauben unterhielt.

## Baudenkmäler
Der alte Gutshof hat sich erhalten und wird vom Bayerischen Landesamt für Denkmalpflege als Baudenkmal eingeordnet. Den Mittelpunkt bildet das sogenannte Bauernhaus. Es handelt sich um einen zweigeschossigen Satteldachbau mit Kellergeschoss aus dem 17. Jahrhundert. Daneben besteht das Fischerhaus aus dem 18. Jahrhundert. Eine Gartenpforte und zwei große Hoftore bilden den Eingangsbereich zum Gutshof. In einer Nische ist eine Figur des heiligen Sebastian aus dem 18. Jahrhundert zu finden.